# ノーモア★ヒーローズ2 デスパレート・ストラグル
『ノーモア★ヒーローズ2 デスパレート・ストラグル』（ノーモアヒーローズツー デスパレートストラグル、NO MORE HEROES 2 DESPERATE STRUGGLE、略称: NMH2)は、ゲームソフト開発会社のグラスホッパー・マニファクチュアが開発し、2010年10月21日に発売されたWii用のゲームソフト。アメリカでは同年1月26日、ヨーロッパでは同年5月28日に発売。また、発売から10年がたった2020年10月28日にはリマスター版がNintendo Switchで前作と同時発売され、2021年6月10日にはSteamでも配信された。

## 概要
2007年に発売された同社開発の『ノーモア★ヒーローズ』の続編。今作は海外の先行発売となっており、開発元である日本では最も遅れて発売された。
前作の世界観を引き継ぎつつゲームシステムを見直し、より遊びやすい形に改良されている。前作ではアクションステージ以外は探索要素の強いオープンワールドゲーム風のゲームデザインであったが、今作ではそれを廃止したシンプルな形式となり、更にストーリー進行に必要なエントリー料も廃止したことでテンポ良くゲームを進められるようになった。
第14回文化庁メディア芸術祭エンターテインメント部門 審査委員会推薦作品に選出された。
前作『NMH』は移植版『英雄たちの楽園』に、次作『ノーモア★ヒーローズ3』ではマルチプラットフォーム化の際に日本語音声が収録されているが、本作は英語音声しか無く、ナンバリングではシリーズで唯一日本語音声の無い作品となっている。

## 新要素

### 前作からの変更点
基本的なゲームシステムは前作と大きな変更は無いが、以下の点に前作との違いが見られる。
- モーテルのトラヴィスの部屋は、メニュー形式ではなく、自由に歩きまわれるようになっている。
- トラヴィスの部屋に本棚のメニューが追加されている。
- 新しいプロレス技の習得方法はビデオから雑誌に変更されている。
- 戦闘スタイルに二刀流が加わっている。
- ステージ上の障害物の一部を破壊できるようになっている。
- トラヴィス以外のキャラクターを操作することがある。
- ビーム・カタナのバッテリーメーターの表示が小さくなっている。
- ダークサイドモードの制限時間を表すトラの表示位置が画面右下になっている。
- クローゼットメニューにリストバンド、シューズが追加されている。
- ランキング戦のために費用をためる必要が無い（イベント選択で即戦闘へ）。
- 前作のようにサンタデストロイの街を探索することは出来ず、全てメニューを選んでの移動になる。
- 戦闘中、所持しているビーム・カタナを切り替えられる。
- ジョブミッション（アルバイト）とトレーニングは一部を除いてファミコン時代を彷彿とさせるレトロゲーム風になっている。
- 収集アイテムがプロレスマスクのカードからビザールジェリー関連グッズに変更。但し、前作のようにズームして見る事はできない。
- クラシックコントローラに対応。

### 復讐ミッション
何度かのランキング戦をクリアするごとに復讐ミッションと呼ばれるステージが計十回出現する。町に出て移動画面でリベンジミッションを選択するとバトルが始まる。
これは『ある人物を殺された復讐のためにトラヴィスに与えられたチャンス』とされているが、ゲーム中の扱い的にはサブシナリオのようなもので、ストーリー本編に直接は影響しない。そのためクリアしなくても本編の進行に問題は無い。前作の「殺しのミッション」のようなものだが、依頼を受けている訳ではないため、クリアしても報酬は無い。
基本的には制限時間内に特定の敵、または全ての敵の撃破でクリアとなり、全ミッションを完遂すると特典が得られる。

### デスマッチモード
ある条件を満たすことでメインメニュー画面に新たにデスマッチモードが追加される。このモードではゲーム本編中のボス戦のクリアタイムを更新するもので、登場した全ての敵ランカーと戦うことが出来る。なおゲーム本編中では撃破時に背景に『死亡』と表示されるが、このモードでは『死亡』ではなく『撃破』と表示されるという違いがある。

## 限定版

### 初回限定版
本作は初回限定版としてキャラクターデザイン担当のコザキユースケの書き下ろしイラストを使用した限定ボックス「HOPPER's Edition」（ホッパーズエディション）が発売される。
この限定ボックスには以下の物が含まれる。
- NO MORE HEROES 2 DESPERATE STRUGGLE（本編ソフト）
- NO MORE HEROES 1.5（DVD）
- オリジナルミニサウンドトラック
- 設定資料集「NO MORE MAGAZINE」

特典DVDであるNO MORE HEROES 1.5には、前作から今作に至るまでの三年間の空白を埋める須田剛一書き下ろしのオリジナルムービー、前作のダイジェスト映像、今作の日本語版のPVが収録されている。

### 初回購入特典
初回購入特典としてコザキ書下ろしによる、前作のシナリオを軸にしたオリジナルコミック「エロチカ★コミック」が付属する。また漫画本編のほか、ゲストイラストレーターによる書き下ろしイラストも収録。

## 日本版と海外版の相違点
- 海外版では激しい流血や人体欠損の残酷描写があるが、日本版は死んだ人間が灰のように崩れる演出となる。但し、前作よりも静かに霧散する形に変更されている。
- 前作以上に過激な残虐表現がストーリー中で描かれる関係上、日本版ではカメラワークの変更などによる表現の規制が多数存在する。

### リマスター版の相違点
- 前作同様、北米版のリマスターをローカライズしたものであり、タイトルに日本語の『ノーモア★ヒーローズ2』の表記は無い。
- 表現も北米版準拠の無規制。
- 画質が向上し、60fps化による滑らかな挙動となった。
- Nintendo Switch版はJoy-Con対応で、Wii版に近い遊び方が可能となっている。

## ストーリー
どこかの怪しげな建物。席に着いた「客」を相手に、大きな窓の向こうにいるナース服の女が電話越しに語り始める。
かつて全米殺し屋ランキングのトップにまで登りつめたイかれた殺し屋トラヴィス・タッチダウン。サンタデストロイに120年振りの雪が舞い散る夜、トラヴィスの前に兄の復讐を誓う一人の殺し屋が立ちふさがる。トラヴィスは難なく彼を倒したが、そこに全米殺し屋ランキングのエージェントを名乗っていた美女シルヴィア・クリステルが再び現れる。彼女の狂言だと思われていた全米殺し屋ランキングは今も続いており、1位を掴み取ったはずのトラヴィスもいつの間にか第52位まで転落しているという。そして今倒した殺し屋は51位であり、思いがけない形で再びランキング戦に参加してしまったトラヴィス。前回の事もあって始めは乗り気ではなかったものの、またもシルヴィアに言いくるめられて血生臭い戦いに身を投じるのであった。しかし直後、トラヴィスの親友であるビショップ・シダックスが謎の刺客に襲撃され、殺害されてしまう。その黒幕は大企業Pizza Batt（ピザ・バット）のCEOにしてランキング1位のジャスパー・バット・ジュニアであると知らされ、怒りに燃えたトラヴィスは友の仇を討つべくランキング1位を目指す。
二度目のランキング戦は混沌を極め、期せずして20人以上のランカーを一度に葬ったり、バトルロイヤルで一気にランカーが消え去るなど、本人の意思に関係なくトラヴィスは破竹の勢いで順位を駆け上がっていく。ランキング10位のレッツ・シェイク博士を倒したトラヴィスは、捕らわれていた兄にしてライバルのヘンリー・クールダウンを助ける羽目になる。そこにかつてのランキング戦で戦い、今ではトラヴィスを師と仰ぐシノブ・ジェイコブスが現れ、無断でランカーを2人始末した件を語る。ヘンリーも精神世界での戦いを経て復活し、借りを返すと言っていつの間にかランカーを倒していた。
結局、あまり対戦をしないままランキング上位に食い込んだトラヴィスは残るランカーを倒していく。やがて、殺し屋でも人間に変わりはなく、このような形で殺し合いを強要される理不尽にトラヴィスは怒りを覚えるようになり、「殺し合いは終わらない」と告げるシルヴィアとは対立したまま去る。しかしその夜、シルヴィアはトラヴィスのモーテルを訪ね、二人は体を重ねた。何にせよ迷いを振り切ったトラヴィスは、遂に仇敵ジャスパー・バット・ジュニアの元に乗り込む。ジャスパーは3年前のランキング戦の最中、トラヴィスがエントリー料稼ぎで請け負った抹殺依頼で父と兄を殺されていた。ビショップを殺したのはその復讐だったのだ。シノブ、シルヴィア、ヘンリーの生首を差し出して挑発するジャスパーに激怒したトラヴィスは戦いを挑むが窮地に追い込まれる。そのトラヴィスを救ったのはヘンリーであり、3人の生首は偽物だった。激闘の末にジャスパーを倒したトラヴィスはビルから転落するが、シルヴィアに救われる。シルヴィアはトラヴィスをモーテルに放り投げるとそのままバイクで走り去っていった。
語り終えた女に客は「サンタデストロイに帰ろう」と告げる。ナース服の女…シルヴィアは涙を流し、窓越しに客と手を合わせて言った。
「トラヴィス…私の、ノーモア・ヒーロー」。

## 登場人物
本作は日本語吹き替えは無く、併記している日本語声優は特典DVDにおけるもの。

### 殺し屋
前作同様、殺し屋ランキング参加者には順位が振られているが、本編中はトラヴィスより上位の50人全員と対決する訳ではない。
トラヴィス・タッチダウン (Travis Touchdown) 第52位
声：ロビン・アトキン・ダウンズ/中井和哉
本作の主人公。ジャパニメーション、格闘技、映画オタクのしがない殺し屋。中でも魔女っ娘アニメ“純白の恋人 ビザールジェリー”と三池崇史の映画をこよなく愛している。30歳。前作『NMH』でUAAランキングトップとなり全米で1位の殺し屋となる。しかしランキング戦が自身を巡る様々な因縁と決着を付けるための狂言だったと知り、以降は特にそれを意識せずモーテル暮らしは続け、冴えない三十路の殺し屋となっている。三年後の本作では、再び現れたシルヴィアに再びランキング戦が開催される事と、自身が第51位に転落していることを知らされる。その後、親友のビショップを殺害され、黒幕がランキング1位のジャスパー・バット・ジュニアであると知った事で、仇討ちのためにも再びランキングトップを目指す。ノリのいい三枚目な性格は変わっていないが、復讐という明確な動機が存在することで前作に比べるとシリアスな面が強まっており、終盤には殺し屋同士の殺し合いを強いるUAAへの怒りを見せる一幕もある。
シノブ・ジェイコブス (Shinobu Jacobs) / スカーレット・ジェイコブス(Scarlet Jacobs)
声：キンバリー・ブルックス/喜多村英梨
前作では第8位のランカーとして登場し、トラヴィスに右腕を斬られ 敗れたものの殺されずに生き残った元女子高生。21歳。本作では一部ステージでプレイヤーキャラクターとなる。日本刀を用いた剣術の達人であり、アジアチャンピオンの称号を持つ。前作で斬られた右腕は義手で補っている（この表現は腕を切り落とされなかった日本版、ドイツ版も同様）。
前作での死闘以来トラヴィスをマスター（師匠）と慕い、それ以上の感情も抱いているがトラヴィスは納得していない。マスターに影響を受けてか戦闘中よく「MOE」と口にしているが、本人はその言葉の意味するところをあまり理解出来ていない。
トラヴィスの扱うビーム・カタナはゲーム中使用と共にエネルギー残量が減り充電が必要だが、シノブの場合は充電の代わりに切れ味が鈍った刀を研ぐ。また、打撃攻撃の代わりにジャンプが可能。なお彼女のセーブ画面はシャワーシーンになっている。
ヘンリー・クールダウン (Henry Cooldown)
声：クイントン・フリン/小西克幸
トラヴィス最大のライバル。前作の本当のエンディングにてトラヴィスの双子の兄であると明かした。シルヴィアとは学生時代に結婚し既に10年以上とも述べていたが、収入が少ないためにシルヴィアには飽きられているらしく、彼女曰く既に離婚しているらしい。30歳。
本作ではEAAにてドクターレッツシェイクに敗れ、カーボナイト冷凍された姿で登場する。トラヴィスに助け出され、その借りを返すべくランカーを3人始末した。最終決戦ではシルヴィア、シノブと共に生首が置かれ、死亡したかに思われたが実は作り物であり、直後に本人が現れてトラヴィスに加勢した。本作ではミミー戦でのみ、プレイヤーキャラクターとなる。
鍔が十字型のビームカタナを扱う。唯一カタナの充電が必要なく、隙は大きいが飛び道具も使える。打撃攻撃の代わりに高速移動が可能。
スケルター・ヘルター (Skelter Helter) 第51位
声：マシュー・マーサー/櫻井孝宏
前作のOP及び初期PVのみに登場した第11位の殺し屋ヘルター・スケルターの弟。兄と同じくアルビノ。本作では兄の仇討ち名目でゲーム最序盤にトラヴィスと戦う。彼との戦闘はチュートリアル扱いになっており、戦闘中に操作形式の説明が度々表示される。
武器は3本の剣を一束にした大振りのビーム・カタナと、リボルバー弾倉のシリンダーを数個束にして更にリボルバーにしたフェリスウィール・ピストル（銃の形式としては実在する）のような形状の装飾銃。
初回特典のエロチカ★コミック収録の短編漫画によれば本名はヴィンセント、兄だけでなく母親も殺し屋だったようである。兄がトラヴィスに殺される以前は卒業を間近に控えた眼鏡姿のイケメン大学生で、兄が殺しで稼いだ金で今まで生きてきたことを感謝しつつも当然ながら葛藤していた。兄が殺し屋だと知って以降、仕送りは兄の面子の為に受け取りはするも使うことは一切しなかった。兄の死後、関わりを持つなと咎められていたシルヴィアの手引きにより復讐のために殺し屋となり、兄の死んだその場所でトラヴィスを迎え討つ。
最期はトラヴィスに斬首され、その首が落下して元の位置に収まるという奇妙な倒され方をする。その首が新たな戦いを告げた。この演出の関係で、日本版でも珍しく死体が塵にならないキャラである。但し、斬首の様子は映らないようにカメラアングルが変更されている。
ネイサン・コープランド (Nathan Copeland) 第50位
声：カリー・ペイトン
ヒップホップ・シーンに君臨するアンダーグラウンド・レーベルのプレジデント。ラップで教義を広める宗教団体の教祖でもあるが、裏では新興マフィアと結託しているらしいという黒い噂もある。UAAの全米殺し屋ランキングでは50位となっている。かつて多くの殺し屋をねじ伏せたトラヴィスと戦うことを夢見て、UAAランキングに参加した。
武器は特殊なラジカセで、通常の状態ではスピーカーからミサイルを発射出来、変形させると両腕に装着して近接戦闘が可能になる。
チャーリー・マクドナルド (Charlie Macdonald) 第49位-第25位
声：ユーリ・ローエンタール
サンタデストロイ大学のアメフト選手。プレイボーイなイケメン。アメフト選手らしさを誇張したような図体、コスチュームの胸元には「25」が輝く。チアガールを大勢従えており、彼女らも含めランカー49位から26位までチームでランキングされている。
チアガールと合体変身した巨大ロボ「サンタデスパレード」の姿で戦う。彼と数名のチアガールは操縦席に座する形となる。ゲームでの戦闘は特撮を彷彿とさせる雰囲気の横スクロール対戦になり、トラヴィスはナオミ博士に作らせた「純白巨人グラストンベリ－」に搭乗して迎え討つ。最期はサンタデスパレードごと爆散し、チアガール軍団共々宇宙の塵となった。
キミー・ハウエル (Kimmy Howell) 第25位時の挑戦者
声：ジェニファー・ヘイル/花澤香菜
トラヴィスのファンを自称する少女。トラヴィスを「トラ様」（英語音声では"Travis the Great"）と呼び慕う。照れ屋な割にはその行動は大胆で、トラヴィスに直接ラブレターを渡し、その上自分の目の前で中身を読ませる等少々ズレ気味。「トラヴィスを殺せば永遠に自分のものになる」という危険な恋心のもとトラヴィスに挑戦する。製品版以前のトレイラー映像や設定資料等では眼鏡を着用している。
武器は上下から二本の刃が出る両刃のたて笛型ビーム・カタナ。設定資料によるとカタナとして起動させるには笛を吹く必要がある。
トラヴィスに敗北するもパワーボムを喰らわされただけで済み、撃破時の表示も「死亡」ではなく「気絶」になっている。
マット・ヘルムズ (Matt Helms) 第24位
声：デビ・デリーベリー
森の奥にある不気味な廃屋に潜む謎の殺し屋。オーバーオールを着た巨躯の男だが、ポップなレトロアニメキャラ紛いのマスクを被っており、子供の様な甲高い奇声をあげる。
武器は火炎放射器付の巨大な斧と火炎瓶。
クロエ・ウォルシュ (Cloe Walsh) 第23位
声：タラ・ストロング/茅原実里
無人となった監獄島の最下層に幾重もの拘束装置で厳重に封じられていた囚人。長身に真紅の長髪、Tバックの上に網タイツという淫靡な装いのサディスティックな女。トラヴィスが好みのタイプ。
毒性を帯びた息、酸性の体液、怪音波のような声や両手の爪、果ては目から発する怪光線的なものを武器として戦う。
レッツ・シェイク博士 (Dr. Letz Shake) 第22位-第10位
声：フレッド・タタショア
前作に第5位として登場したレッツシェイクと一緒にいたドクターシェイクに酷似しており、本人曰く同一人物。人物というよりも兵器に近い。23位から10位のランカーが一堂に会するバトルロイヤルにて、トラヴィス以外のランカー達を蹂躙した。
空中を浮遊しながらの移動が可能であり、前作の設定同様地震を起こす他レーザー照射も行う。前作の反省点から地震発生のプロセスは非常に簡略化されており、発生速度は非常に速い。
北米版では撃破時の表示は「Dr. Letz Shake」だが、ランキング登録時では「Letz Shake」と表示される。
ミリオン・ガンマン (Million Gunman) 第9位
声：ポール・エイディング
サンタデストロイ銀行の頭取を務める老人。黄金の拳銃を駆使した目にも留まらぬ連続射撃と立体的な地形を生かした跳弾が武器。連続射撃の命中した場所には紙幣が舞い飛ぶ。主要武器が銃の為距離をとって戦うが、稀に掴み攻撃の頬打ちも行う。対戦時のプレイヤーキャラクターはシノブ。最期は斬首されて刀の上に生首を置かれてもまだ生きており、最後の言葉を残してとどめを刺された。日本版では生首化している部分が見えないようになっている。
ニュー・デストロイマン (New Destroyman) 第8位
声：ジョシュ・キートン
前作でトラヴィスにより縦真っ二つに斬り裂かれた 元7位のランカー。裂かれた半身を機械で補って復活した。両半身とも存命している為本作では二人に増えての登場となる。尚右半身と左半身で機械部分の目の色が赤青と違いがあり、性格も左右で異なる。片方は胡散臭さはあるもののそこそこ紳士的だが、もう一方は露骨に笑う怒鳴ると感情表現が激しく、また下世話な話を好む傾向がある。筋骨隆々のアメリカンヒーローじみた体型の男達で、ヒーロー然とした風体でありながら、やはり以前のように姑息で卑怯な性格は変わらず騙まし討ちを仕掛けてくる。
「デストロイビーム」「デストロイスパーク」「デストロイキャノン」といった以前も使っていた必殺技の幾つかはパワーアップしており、機械化したおかげで前作のようなワイヤーアクションではない実際の飛行も可能になった。半身が存命している限り、もう一方が倒れても残った半身が倒れた片方にエネルギーを再チャージすることで、何度でも復活する。対戦時のプレイヤーキャラクターはシノブ。
龍司 (Ryuji) 第7位
声：ロバート・ウー
顔に残る無数の傷が歴戦を思わせる戦士。巨大な改造バイクを駆る。特攻服に身を包んだ一昔前の暴走族姿に加え、バイクには日本国旗があしらわれている。しかし使用言語は英語で何故か発音も本場モノ。
武器は刃幅と柄が長い薙刀のようなビーム・カタナ。エネルギーを溜めることで龍のような形の巨大遠距離攻撃も繰り出す。
対面時は殆ど言葉を交わすこともなくストイックに戦うが、トラヴィスは刀を交えるうちに彼のことを「本物」と認めていた。戦闘後もトラヴィスはとどめを刺そうとしなかったものの、結局はシルヴィアによってマシンガンで蜂の巣にされて死亡する。北米版ではその際に全身から血を吹き出す。
『NMH3』には兄の龍一が隠しキャラクターとして登場する。
ミミー (Mimmy)
声：デビ・デリーベリー
白スク水に巨大なロボットアームとブースターを装着し、背中に『萌』の文字を背負う萌えキャラ姿の少女。ヘンリーの悪夢に現れ、彼に対してトラヴィスのこれまでの戦いを伝える。夢の中でヘンリーの意識と接触したある種の意識体であり、ランカーではない。キャラクターデザインはokama。
その巨大なロボットアームを生かしたロケットパンチやミサイル、レーザー等を繰り出す。対戦時のプレイヤーキャラクターはヘンリー。敗北後は風船のように膨れ上がった末に爆発する。撃破時の表示は「死亡」ではなく「散」になっている。
スコット・ガードナー (Scott Gardner) 、 マッシモ・ベリーニ (Massimo Bellini) 、グレッグ・カントレル (Greg Cantrell) 第？位
ヘンリーによっていつの間にか始末されていたランカー達。うち二人が第5位と第6位だったのは確かだが、具体的な順位は不明。作中でもヘンリーが撮った記念写真に写っているだけなので詳細は何も分からない。
マーガレット・ムーンライト (Margaret Moonlight) 第4位
声：タラ・ストロング/早水リサ
ゴスロリ・ファッションに身を包む凄腕スナイパー少女。殺しの際は歌を響かせ、その歌声を聴いた者には必ず死が訪れる事から「死神」と呼ばれる。第2位のアリス・トワイライトは実の姉。
武器はシックルとアンチマテリアルライフルが一体となった複合武器「le croissant du ange」(ル・クロワッサン・デュ・アンジェ)。フランス語で"天使の三日月"を意味する名のそれを二丁扱う。銃のベースはBarrett M82でスコープは除外されている。ストック部にはタングステン合金製の大鎌を装着、鎌を使用する際は銃口付近に設けられたグリップが持ち手となる。銃口部分には天使の羽の装飾も施されており、これがガンサイトとナックルガードの役割を果たす。使用弾丸は12.7×99mmホローポイント弾。マズルフラッシュは十字型の模様を描く。狙撃時を除き片手で一丁ずつ用いる。
遠距離では狙撃、中距離では直接射撃、近距離では鎌による応戦を行い、幽霊の様な瞬間移動も行う等攻撃の幅が広い。
ウラジミール船長 (Captain Vladimir) 第3位
声：ポール・エイディング
今は亡きソビエトの老齢宇宙飛行士。静止衛星として機能する宇宙船「ヴォルク」の搭乗員らしい。長い間放浪していた為か故郷の現状や自分が既に長年恋焦がれていた地球に降り立っている事も理解出来ておらず、応える筈のない管制室に応答を呼びかけ続けている。
特殊な装置によって常に低空を無重力状態のように飛行し、同時に普段は不可視のシールドを自身の正面に展開して相手の攻撃を防ぐ上、宙に浮いているのでプロレス技が仕掛けられないという点がある。岩を浮かび上がらせまるで隕石のように撃ち放つ他、ヘルメットからのレーザー照射、自身の頭上軌道にあるヴォルクにリンクし上空から各種レーザー砲も放射させる。
アリス・トワイライト (Alice Twilight) 第2位
声：ジェニファー・ヘイル/浅川悠
露出の高い衣装を身に着けた桃色髪の女。殺し屋がランキング戦で同業者同士殺し合うことに疑問を抱くが、「生涯日陰に生きる者が日の当たる場所で生きられるチャンスを得る」との理由で、他の殺し屋が皆トラヴィスに挑戦する理由を説き、自らもまたトラヴィスとの死闘を望む。第4位のマーガレット・ムーンライトは実の妹。登場時に燃やしていた写真には、自身の他にマーガレットや男性と子供などが一緒に写っている。
武器は蜘蛛のような6本の腕を模した特殊なビーム・カタナ「ASURA-6」。起動すると背中に装着される。それぞれの腕にはビーム・カタナが装備されており、近距離では腕5本をフルに使って斬りつけ、相手が遠距離に構える場合は刃の部分を射出して応戦する。残りの1本は移動用の足で、展開するとアリス本人が攻撃射程範囲外に出てしまう。この場合足部分を崩さなければ本人にダメージを与えられない。それだけでなく長い刃渡りのカタナを展開し薙ぎ伏せる攻撃も行う。彼女を殺した際にトラヴィスはその返り血を浴びるが、この表現は死体が塵化する日本版でも変わらない。
北米版では撃破時の表示は「Alice」だが、ランキング登録時では「Alice Moonlight」と表示される。
ジャスパー・バット・ジュニア (Jasper Batt Jr.) 第1位
声：ユーリ・ローエンタール
今作のラストボスでトラヴィスに対し並々ならぬ復讐心を燃やす、ピザ販売をメインにした大企業Pizza Batt(ピザバット)のCEO。サンタデストロイを自身の支配下にしようと目論む。前作のバイトミッション「Pizza BattのCEOを殺害し企業進出を防げ」という仕事の標的が彼の父と兄弟であり、その全員をトラヴィスに殺された事が彼の復讐の動機である。しかし近しい人間を理不尽に奪われた怒りと悲しみをトラヴィス自身に味わわせるべく、敢えて当人ではなくビショップやロビィコフを狙った。家族揃ってスキンヘッドだが、彼自身は非常に小柄で頭にピザをあしらった入れ墨を彫っている。
当人は大した力を持たないが、第一形態では空中を滑走する車両やビットのようにレーザーを射出する蝙蝠にて戦う。車両を破壊されると薬物による肉体強化等で筋骨隆々のアメコミヒーロー然とした第二形態に変身する。敗北するとビルから転落するものの、マスコットキャラ型の巨大風船のような最終形態へと変異し、最後の戦いを演じる。敗北後は空中でトラヴィスに真っ二つに両断され、大爆発を起こして死亡した。

### 関係者
シルヴィア・クリステル (Sylvia Christel)
声：ポーラ・ティソ/井上麻里奈
米国暗殺者協会エージェントで、協会のランキング戦手配などを引き受ける謎の女。27歳。前回の戦いでトラヴィスをランキング戦に誘い入れた張本人だが、前作終盤にてランキング戦自体が彼女の狂言だったと明かされた。にも拘らず、今作でもエージェントとして米国暗殺者協会共々登場し、再びトラヴィスをランキング戦に引き入れる。スーツ姿の前作から打って変わって、胸元の開いたコートにショートパンツというスタイルで登場。髪型も変わっている。今回もまたトラヴィスを翻弄するが反発される事もあり、アリス戦の後は激しく対立して決別したかに思われた。しかし直後、トラヴィスのモーテルを訪れ、（トラヴィスにとっては前作からの念願叶う形で）彼と体を重ねる。最終決戦後はバイクで駆け付け、ビルから転落したトラヴィスを間一髪救出し、モーテルに送り届けた後にどこかへと走り去る。エピローグでは毎回幕間で語っていた謎の女性がシルヴィアであったと判明し、迎えに来たトラヴィスを「私のノーモア・ヒーロー」と呼んだ。
ビショップ・シダックス (Bishop Shudux)
声：マシュー・マーサー
トラヴィスの良き理解者かつ無二の親友であり、モーテルの近所のビデオショップ「ビーフヘッド」の店長。今作では冒頭でバットの刺客に殺害され、首を紙袋に詰めてトラヴィスのモーテルに放り込まれた。その死が無気力だったトラヴィスを駆り立てるという重要な役割を担う。
『Travis Strikes Again: No More Heroes』では彼亡き後は弟が店をゲームショップに改装して引き継いでいる事が明かされる。同時に本名が「ゲオルギー・ビショップ（Georgy Bishop）」であることが判明し、弟のブザリアシビリ・ビショップが新たにビショップ・シダックスを名乗っている。
ナオミ博士 (Dr. Naomi)
声：ヴァネッサ・マーシャル
トラヴィス専用のビーム・カタナ"椿"シリーズや、トラヴィスの乗るバイクであるシュペルタイガーMk-II、果ては等身大グランベリー等も開発した女博士。相変わらず気性が荒く口調も乱暴。サンタデストロイに研究所を構えて武器の開発や研究をしており、研究成果等を販売して生活している。見た目は若く見えるが、実はあらゆる科学技術等を使い、若作りをしている。美の限界に挑む60代。
ライアン山崎 (Ryan Yamazaki)
サンタデストロイにスポーツジムを構えるニューハーフ。彼（？）のジムでは前作のサンダー龍の事務所同様に、体力や筋力増強のトレーニングが出来る。
マスク・ド・UH  (Mask de UH)
Tシャツショップ「エリアポート51」の店長。モデルは実在する須田剛一の友人。
ジーン (Jeane)
トラヴィスの愛猫。3歳。前作では小柄な子猫だったが三年の間に異様に太ってしまい、トラヴィスの悩みの種になりつつある。トラヴィスはダイエットを試みているが、機嫌が悪いと付き合ってくれない。前作ではトラヴィスと戯れる様子を見るだけだったが、今作ではダイエットのミニゲームがプレイでき、成績に応じて体重が減少していく。ダイエットに成功すれば特典として新技が習得可能だが、敢えて太ったままにしてもデメリットは無い。
ビショップの友人
声：三池崇史
ある事を契機にサンタデストロイを訪れた人物。本人の言葉から、ビショップとはメールの遣り取りで交流するネットフレンドであったと思われる。その正体は日本の映画監督の三池崇史。所謂カメオ出演であり、英語音声も三池自身が担当している。今作時点では謎の人物扱いで、『TSA』と『NMH3』で本物の三池崇史であったことが明かされる。
ランドル・ロビィコフ (Randall Lovicov）
声：フレッド・タタショア/多田野曜平
前作に登場した酒場で常に酔っているオヤジ。人嫌い風で諦めを含んだ話し方をする。前回ではトラヴィスに様々な技を伝授したが、限定版同梱の「NO MORE HEROES 1.5」にて、ピザバットグループの襲撃を受けて死亡していたことが判明した。

## その他

### ビーム・カタナ
前作同様、使用できるビーム・カタナは複数登場する。
初期装備以外のカタナを一度入手すれば戦闘中自由に切り替えられる。入手しているものは次の周回にてゲーム開始直後から使用可能。
ブラッドベリー (Blood berry)
トラヴィスがネットオークションで落札したビーム・カタナ。初期装備。光刃は水色。
椿Mk-III (Tsubaki Mk-III)
ストーリーの進行に伴い、ナオミ博士の研究所で購入できるようになる。
前作における最強武器だったが、ナオミ博士へ修理に出されていた。
形状が日本刀を模しており、鍔は『虎』の漢字を象っている。光刃は緑色。
牡丹 (Piony)
ストーリーの進行に伴い、ナオミ博士の研究所で購入できるようになる。
刃渡りが非常に長く、トラヴィスは背中に担ぐようにして持つ。光刃は紅色。
振りが遅い代わりに攻撃力は絶大。テンションゲージの上昇率に比例して刀身が伸縮する。
薔薇と牡丹 (Lose nasty)
ストーリーの進行に伴い、ある人物からシノブ経由で入手する。
大型のカタナと小型のカタナがセットになった二刀流の武器。グリップが湾曲しており、ナックルガードが装着されている。左右で形状が異なる。光刃は赤色。
攻撃速度、カバー範囲共に優秀で、連続攻撃も組み易い。

### ダークサイドモード
戦闘中に敵にとどめを刺し、スロットの絵柄が揃うことで発動する必殺技。
それぞれの名称は後述の劇中劇から採ったものと思われる。
ストロベリー・オン・ザ・ショートケーキ (Strawberry on the Shortcake)
スロットでチェリーが揃うと発動する。トラヴィスの攻撃、移動のスピードが早くなり、周囲の敵の動きが遅くなる。
連続攻撃が決まりやすくなるほか、この状態のときはスラッシュアイコンが表示されないため、止めを刺す時もWiiリモコンを振る必要はない。
ブルーベリー・チーズ・ブラウニー (Blueberry Cheese Brownie)
スロットでベルが揃うと発動する。前方の敵に対して衝撃波を飛ばして攻撃することが出来る。
ただし、この状態のときは格闘技も含めた通常攻撃が一切使えない。
クランベリー・チョコレート・サンデー (Cranberry Chocolate Sundae)
スロットで『BAR』のマークが揃うと発動する。トラヴィスの中に眠るトラの心が覚醒する。
制限時間中はトラになり、一撃で敵を噛み殺すことが出来る。ロックオン機能が使用可能。
ナッツベリー・ミルク・ブランマンジェ (Knottsberry Milk Blancmanger)
テンションゲージがMAXの時、任意に発動できる。
一定時間、攻撃速度が上がるが、移動速度などは変わらない。
グーズベリー・シュガー・ドーナッツ (Gooseberry Sugar Doughnut)
スロットで7が揃うと発動する。高威力の波動を周囲全方位に向けて放つ。

### ジョブミッション
BUG OUT
害虫駆除。ハチやサソリに殺虫剤を当てて気絶させ、吸引する。
LAY THE PIPE
配管工事。パネル並べ替えでパイプを繋ぐ。
COCONUT GRABBER
ココナッツ拾い。今作では横スクロールアクションになっている。
PIZZA WITH A VENGEANCE
ピザ配達。バイクを用いてレースゲームの要領で行う。
MAN THE MEAT
ステーキ焼き。客のオーダーに沿う焼き加減を見極める。
TILE IN STYLE
タイル貼り。テトリミノ状のタイルを正方形になるようにはめるパズルゲーム。
GETTING TRASHED
スペースデブリの撤去。隕石やシャトルの衝突のみならず大気圏突入しないように注意が必要。
STINGS SO GOOD
サソリ捕獲。前作のものとほぼ同じであり、この仕事のみレトロゲーム風ではない。

### メカニック
シュペルタイガーMk-II
トラヴィス愛用のバイク。製作はナオミ博士。
前作からバージョンアップが施されているが、ナオミ博士が改造し続けているのか、普段は研究所に置きっ放しにされている。
純白巨人グラストンベリー
トラヴィスがナオミ博士を拝み倒して作らせた等身大グラストンベリー（後述の劇中劇に登場）。前作に登場した元10位デスメタルの豪邸に隠しており、シュペルタイガーごと乗り込むことが可能。対チャーリー戦で使用した後は、シルヴィア曰く「でっかくて迷惑」という理由でUAAが没収した。『NMH3』での台詞によると、戦いの後は返却されたようだがトラヴィス曰く「ダークマターを浴び過ぎて劣化しちまった」らしく使用不能になっている。
サンタデスパレート
チャーリー以下計24名のチームで操縦する巨大ロボット。ラグビーボールを模した楕円形をしている。デスパレートビーム、デスパレートパンチなどの必殺技を使う。チャーリー御付きのチアガールの大半が合体する事で形成されており、残った数人はコクピット内でチャーリーの応援をする。

## ビザールジェリー

### 劇中劇としての設定
本作は主人公がこよなく愛する劇中劇の日本の魔女っ娘アニメ「純白の恋人ビザールジェリー」の描写に非常に力が入っており、T-シャツにキャラクターがプリントされたものがあるほか、トラヴィスの部屋にはポスターやのれんなどのグッズが配置されている。
また、シリーズの進行に伴って劇中劇も進行しており、前作では作品タイトルが「純白の恋人ビザールジェリー」とされていたのに対し、本作では「ビザールジェリー5 -ビザールジェリーセカンドシーズン-」と表示されている。タイトルの「5」はシリーズ5作目という意味ではなくアニメの登場ヒロインの人数であり、前作の3人に新たに2人が加わっている。
本作にはこの劇中劇アニメのオープニング映像は、北米版においても日本語で収録されている。
オープニング曲はゲーム内のシーンでもたびたび使用されており、ビショップのビデオ屋「ビーフヘッド」やトラヴィスの自室などのBGMとして流れる。

### 作品概要
ストーリーは詳細が公式発表されたわけではないが、前作の公式サイトに第一話あらすじと第二話予告が掲載されている。オープニング映像などから推察できる範囲ではいわゆる女児向けの魔女っ娘アニメ作品であると同時に、男児向けの戦隊モノの要素も持っている。それは、ヒロイン達が普段は普通の学生であり魔法のようなもので変身したり、巨大ロボットに乗り込んで戦うという設定に現れている。モチーフは『プリキュア』と『伝説巨神イデオン』。

### 登場人物

#### 純白の恋人ビザールジェリーの登場人物
紅山苺
声：日高里菜
ビザールジェリーシリーズの主人公。変身後の呼び名は「ストロベリー」。地味で控え目で、クラスでも目立たないおとなしめの女生徒。ある日の下校途中の渡り廊下で、校内1の美少年、平安京時宗に告白されてしまう。告白を受けた苺は校内のほとんどの女子生徒からの嫉妬を浴びる。集団リンチに巻き込まれかけ、諦めかけていた苺はイチゴと一子に助けられ、ビザールジェリーとして共に戦うことになる。
青田イチゴ
声：稲村優奈
苺たちの通う学校の生徒会長。変身後の呼び名は「ブルーベリー」。褐色の肌色をしており、変身前後とも眼鏡をかけている。集団リンチに巻き込まれかけた苺を救った。苺のことを「紅山」と呼ぶ。
黄川一子
声：花村怜美
とある大財閥の令嬢でイチゴの友達らしい。変身後の呼び名は「クランベリー」。髪は金髪で、オープニング映像では運動オンチらしい一面ものぞかせる。イチゴと共に集団リンチに巻き込まれかけた苺を救う。会話は基本的に敬語。
平安京時宗
校内１の美少年と噂される少年。デザイン画は公開されていない。第一話で苺に告白する。
黒海比沙子
時宗のことが好きすぎて苺を集団でリンチしようとした主犯格。デザイン画は公開されていない。第一話ではイチゴと一子の登場によりあえなく失敗するが、第二話では巨大生物兵器で学校もろとも苺を襲うことになっており、敵側の人間かあるいは真っ先に利用された最初の犠牲者であると思われる。
純白巨人グラストンベリー
苺、イチゴ、一子それぞれが搭乗する巨大ロボット（カラーは苺のものが赤と白、イチゴのものが黒と赤、一子のものが白とグレーをベースにしたカラーリングになっている）が用意されており、その三体が合体することで完成するのが純白巨人グラストンベリーである。第二話予告によると「伝説の白い巨人」らしい。エレキギターのような形のビーム・カタナに似た武器を使うが詳細は不明。

#### ビザールジェリー5からの登場人物
黒木壱子
声：吉田仁美
新たに加わったビザールジェリーの一人。変身後の呼び名は「ナッツベリー」。青髪碧眼の少女で、名前は日本人的だが口調は外国人的。エロチカ★コミックでは「OH!」と日本人らしからぬ声を上げている。
木更津一期
声：中山恵里奈
新たに加わったビザールジェリーの一人。変身後の呼び名は「グーズベリー」。長い黒髪の容姿をしている。新たに加わった仲間だが若干尊大な話し方をする。
鳥人間ウナップラッシュ
苺たちを襲撃してきた敵キャラクターで、触手を生やした鶏のような奇妙な姿をしている。鳥人間という名称を与えられているが、苺の第一声によると怪獣らしい。

## スタッフ
- 須田剛一（総監督、シナリオ）
- 市来信高（ディレクター）
- 木村祥朗（プロデューサー）
- 和田康宏（エグゼクティブプロデューサー）
- コザキユースケ（キャラクターデザイン）
- コヤマシゲト（武器・メカデザイン）
- OKAMA（主人公が好きな魔女っ娘萌えアニメのキャラクター、及びミミーのデザイン）
- 福田淳（リードサウンドデザイン）